# Symphony No. 4 Heroes
"Heroes" Symphony è una sinfonia (conosciuta anche come Symphony No. 4 "Heroes") composta dal compositore di musica classica statunitense Philip Glass nel 1996 basandosi sulle musiche dell'album "Heroes" del musicista rock britannico David Bowie (composte in collaborazione con Brian Eno). Glass aveva già basato la sua prima sinfonia, la Low Symphony, sull'album di Bowie intitolato Low, primo capitolo della sua acclamata "trilogia di Berlino".

## La sinfonia
La sinfonia è scritta per l'impiego di 2 flauti, flauto piccolo, 2 oboi, 2 clarinetti, clarinetto basso, 2 fagotti, 3 strumenti a fiato, 3 trombe, 2 tromboni, trombone basso, tuba, percussioni, arpa, pianoforte, celesta e archi.
La composizione è strutturata in 6 movimenti i cui titoli si rifanno tutti a brani inclusi nell'album di David Bowie e Brian Eno:
1. Heroes
2. Abdulmajid
3. Sense of Doubt
4. Sons of the Silent Age
5. Neuköln
6. V-2 Schneider

## Album
L'album "Heroes" Symphony include l'esecuzione della "Heroes" Symphony ad opera dell'American Composers Orchestra diretta da Michael Riesman e Dennis Russell Davies.

### Tracce
1. Heroes - 5:53
2. Abdulmajid - 8:53
3. Sense of Doubt  - 7:20
4. Sons of the Silent Age - 8:18
5. Neuköln - 6:41
6. V2 Schneider - 6:48

## Curiosità
- Una versione accorciata della Heroes Symphony venne usata dalla troupe di Twyla Tharp in un balletto del 1996 intitolato "Heroes". Questa versione fu usata nel corso di svariate sfilate di moda.
- La versione di Philip Glass di Heroes (il primo movimento della sinfonia) venne inoltre remixata da Aphex Twin.